# Ballinabranagh
Ballinabranagh är en ort i republiken Irland.   Den ligger i grevskapet County Carlow och provinsen Leinster, i den centrala delen av landet, 80 km sydväst om huvudstaden Dublin. Ballinabranagh ligger 88 meter över havet och antalet invånare är 389.
Terrängen runt Ballinabranagh är platt österut, men västerut är den kuperad. Runt Ballinabranagh är det ganska tätbefolkat, med 65 invånare per kvadratkilometer. Närmaste större samhälle är Carlow, 7,2 km nordost om Ballinabranagh. Trakten runt Ballinabranagh består i huvudsak av gräsmarker.